# 列別季夫卡 (薩赫諾夫希納區)
49°9′54″N 35°57′42″E / 49.16500°N 35.96167°E
列別季夫卡（烏克蘭語：Лебедівка），是烏克蘭東部的村莊，隸屬哈爾科夫州的別列斯京區。該村始建於1902年，面積1.37平方公里，海拔高度147米，2001年人口761，人口密度每平方公里555.5人。